# العكرمة (مأرب)

تعديل مصدري - تعديل

العكرمة هي إحدى قرى عزلة ال شبوان بمديرية مأرب التابعة لمحافظة مأرب، بلغ تعداد سكانها 77 نسمة حسب تعداد اليمن لعام 2004.